# ハーフウェイトゥヘヴン
ハーフウェイトゥヘヴン (Halfway to Heaven) はアイルランドで生産された競走馬である。

## 経歴
10月に競走馬デビュー戦をシェーミー・ヘファナンが騎乗して迎えたが2着だったが、続く未勝利戦を制して初勝利を挙げ、その後は休養に入った。
休養を終えて、重賞競走初出走となった1000ギニートライアル (G3) に出走して2着。G1競走初挑戦となったプール・デッセ・デ・プーリッシュではデイヴィッド・マッケイブに乗り替わり、ザルカヴァに敗れて3着だった。続くアイリッシュ1000ギニーでは鞍上がヘファナンに戻り、レースではゴール前でマッドアバウトユーの追撃をアタマ差で凌ぎ、G1競走初勝利を挙げた。この勝利は騎手にとっては2001年以来7年ぶり2度目、エイダン・オブライエン厩舎にとっては2003年以来5年ぶり4度目のアイリッシュ1000ギニー制覇となった。また、エイダン・オブライエン厩舎はこの前日に行われたアイリッシュ2000ギニーと同日行われたタタソールズゴールドカップも制し、2日間でG1競走を3勝した。
続いてナッソーステークスに出走。コロネーションステークスの優勝馬ラッシュラッシーズをアタマ差退けて優勝した。メイトロンステークスではラッシュラッシーズの3着。サンチャリオットステークスではダルジナを退け優勝した。その後は米国へ遠征し、ブリーダーズカップ・フィリー&メアターフに出走するが7着に終わった。このレースを最後に現役を引退、繁殖入りすることになった。

### 競走成績
| 出走日     | 競馬場           | 競走名                     | 格 | 距離     | 着順 | 騎手           | 着差      | 1着（2着）馬       |
| ---------- | ---------------- | -------------------------- | -- | -------- | ---- | -------------- | --------- | ------------------ |
| 2007.10.29 | レパーズタウン   | 未勝利                     |    | 芝7f     | 2着  | J.ヘファナン   | クビ      | Labaqa             |
| 2007.11.04 | レパーズタウン   | 未勝利                     |    | 芝7f     | 1着  | J.ヘファナン   | アタマ    | (Charlotte Bronte) |
| 2008.04.06 | レパーズタウン   | 1000ギニートライアル       | G3 | 芝7f     | 2着  | J.ヘファナン   | アタマ    | Charlotte Bronte   |
| 2008.05.11 | ロンシャン       | プールデッセデプーリッシュ | G1 | 芝1600m  | 3着  | D.マッケイブ   | 3 1/2馬身 | Zarkava            |
| 2008.05.25 | カラ             | 愛1000ギニー               | G1 | 芝8f     | 1着  | J.ヘファーナン | アタマ    | (Mad About You)    |
| 2008.08.02 | グッドウッド     | ナッソーS                  | G1 | 芝9f192y | 1着  | J.ムルタ       | アタマ    | (Lush Lashes)      |
| 2008.09.07 | レパーズタウン   | 愛メイトロンS              | G1 | 芝8f     | 3着  | J.ヘファーナン | 3/4馬身   | Lush Lashes        |
| 2008.10.04 | ニューマーケット | サンチャリオットS          | G1 | 芝8f     | 1着  | J.ヘファーナン | 1/2馬身   | (Darjina)          |
| 2008.10.24 | サンタアニタ     | BCフィリー&メアターフ      | G1 | 芝10f    | 7着  | J.ムルタ       | 3 1/4馬身 | Forever Together   |

## 繁殖入り後
繁殖牝馬としては、ガリレオとの間にロードデンドロン(2016年フィリーズマイル、2017年オペラ賞、2018年ロッキンジステークス勝ち馬)、マジカル（2018年ブリティッシュ・チャンピオンズ・フィリーズ&メアズステークス、2019年タタソールズゴールドカップ、アイリッシュチャンピオンステークス、チャンピオンステークス、2020年プリティーポリーステークス、タタソールズゴールドカップ、アイリッシュチャンピオンステークス勝ち馬）を産んでいる。

## 血統表
| ハーフウェイトゥヘヴンの血統ヌレイエフ系 / Northern Dancer 4×4=12.50%% | ハーフウェイトゥヘヴンの血統ヌレイエフ系 / Northern Dancer 4×4=12.50%% | ハーフウェイトゥヘヴンの血統ヌレイエフ系 / Northern Dancer 4×4=12.50%% | （血統表の出典）    | （血統表の出典） |
| 父 Pivotal 1993 栗毛                                                   | 父の父Polar Falcon 1986 鹿毛                                           | Nureyev                                                                | Northern Dancer     | Northern Dancer  |
| 父 Pivotal 1993 栗毛                                                   | 父の父Polar Falcon 1986 鹿毛                                           | Nureyev                                                                | Special             |                  |
| 父 Pivotal 1993 栗毛                                                   | 父の父Polar Falcon 1986 鹿毛                                           | Marie d'Argonne                                                        | Jefferson           | Jefferson        |
| 父 Pivotal 1993 栗毛                                                   | 父の父Polar Falcon 1986 鹿毛                                           | Marie d'Argonne                                                        | Mohair              |                  |
| 父 Pivotal 1993 栗毛                                                   | 父の母Fearless Revival 1987 栗毛                                       | Cozzene                                                                | Caro                | Caro             |
| 父 Pivotal 1993 栗毛                                                   | 父の母Fearless Revival 1987 栗毛                                       | Cozzene                                                                | Ride the Trails     |                  |
| 父 Pivotal 1993 栗毛                                                   | 父の母Fearless Revival 1987 栗毛                                       | Stufida                                                                | Bustino             | Bustino          |
| 父 Pivotal 1993 栗毛                                                   | 父の母Fearless Revival 1987 栗毛                                       | Stufida                                                                | Zerbinetta          |                  |
| 母 Cassandra Go 1996 芦毛                                              | 母の父Indian Ridge 1985 栗毛                                           | Ahonoora                                                               | Lorenzaccio         | Lorenzaccio      |
| 母 Cassandra Go 1996 芦毛                                              | 母の父Indian Ridge 1985 栗毛                                           | Ahonoora                                                               | Helen Nichols       |                  |
| 母 Cassandra Go 1996 芦毛                                              | 母の父Indian Ridge 1985 栗毛                                           | Hillbrow                                                               | Swing Easy          | Swing Easy       |
| 母 Cassandra Go 1996 芦毛                                              | 母の父Indian Ridge 1985 栗毛                                           | Hillbrow                                                               | Golden City         |                  |
| 母 Cassandra Go 1996 芦毛                                              | 母の母Rahaam 1987 芦毛                                                 | *セクレト                                                              | Northern Dancer     | Northern Dancer  |
| 母 Cassandra Go 1996 芦毛                                              | 母の母Rahaam 1987 芦毛                                                 | *セクレト                                                              | Betty's Secret      |                  |
| 母 Cassandra Go 1996 芦毛                                              | 母の母Rahaam 1987 芦毛                                                 | Fager's Glory                                                          | Mr.Prospector       | Mr.Prospector    |
| 母 Cassandra Go 1996 芦毛                                              | 母の母Rahaam 1987 芦毛                                                 | Fager's Glory                                                          | Streets Glory F-No. |                  |

- 近親はネイティヴストリート#ファーガーズグローリー系を参照。